# Pero adrastaria
Pero adrastaria là một loài bướm đêm trong họ Geometridae.